# Église Saint-Pierre d'Engranville
L'église Saint-Pierre d'Engranville est une église catholique en ruines située à Formigny, en France.

## Localisation
L'église est située dans le département français du Calvados, dans l'ancienne commune d'Engranville, intégrée à l'actuelle commune de Formigny en septembre 1855.

## Historique
L'édifice est, selon Arcisse de Caumont, daté de la première moitié du XIIIe siècle. Une porte romane conservée au sud est antérieure selon le même auteur.
L'église est sauvée de la destruction totale par la société française d'archéologie,.
L'édifice est inscrit au titre des monuments historiques le 2 juillet 1927.

## Description
L'église possédait des peintures murales selon Arcisse de Caumont, des motifs d'appareil dans la nef et dans le chœur des personnages peints en rouge et jaune. L'édifice conservait aussi une litre funéraire.
Le même auteur signale dans le chœur « des voûtes fort remarquables ». La tour latérale qui se termine en pyramide pourvue sur chaque côté de lucarnes est pour sa part qualifiée de lourde.

## Galerie

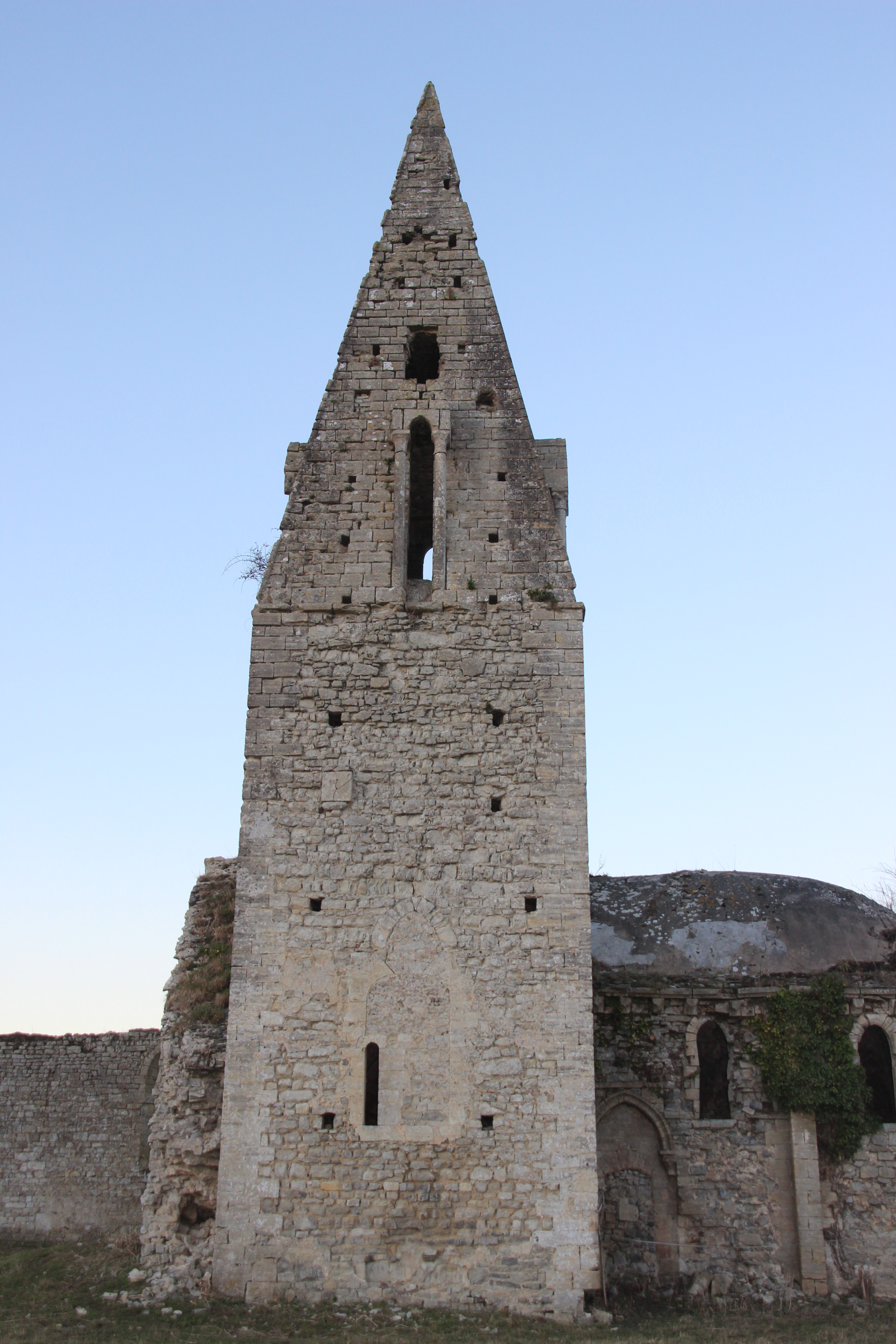
Vue du clocher.
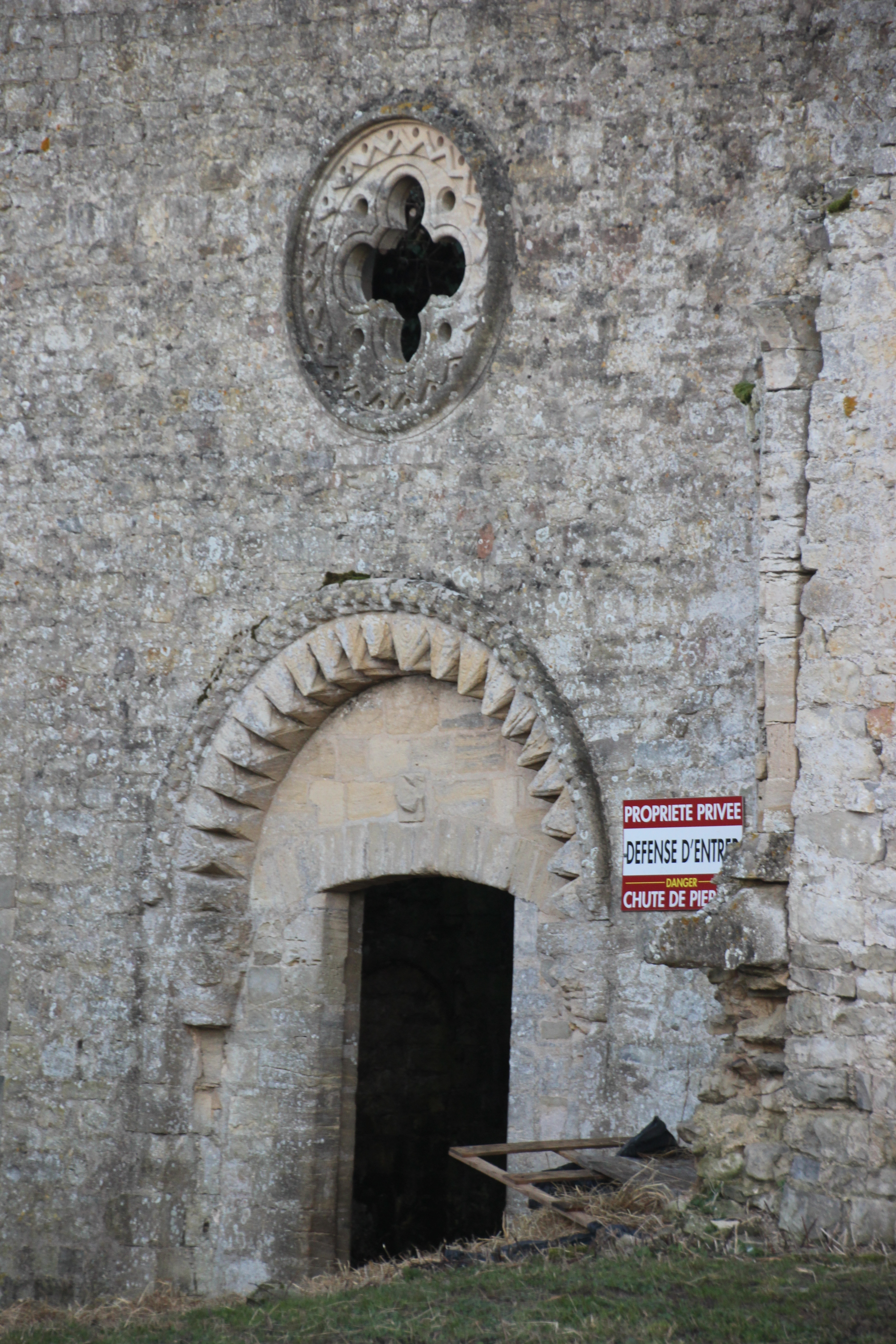
Vue du portail.
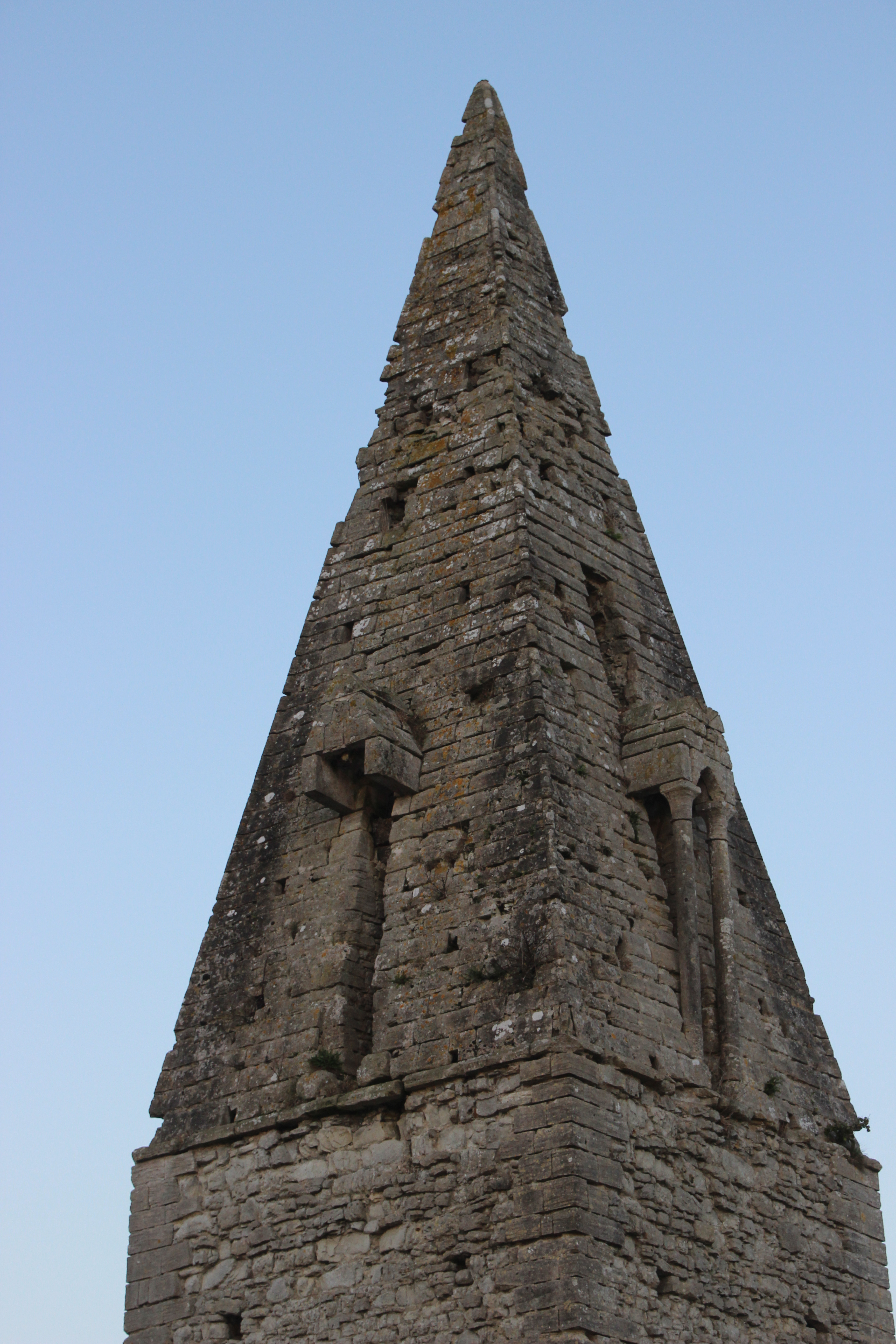
Vue du toit pyramidal.
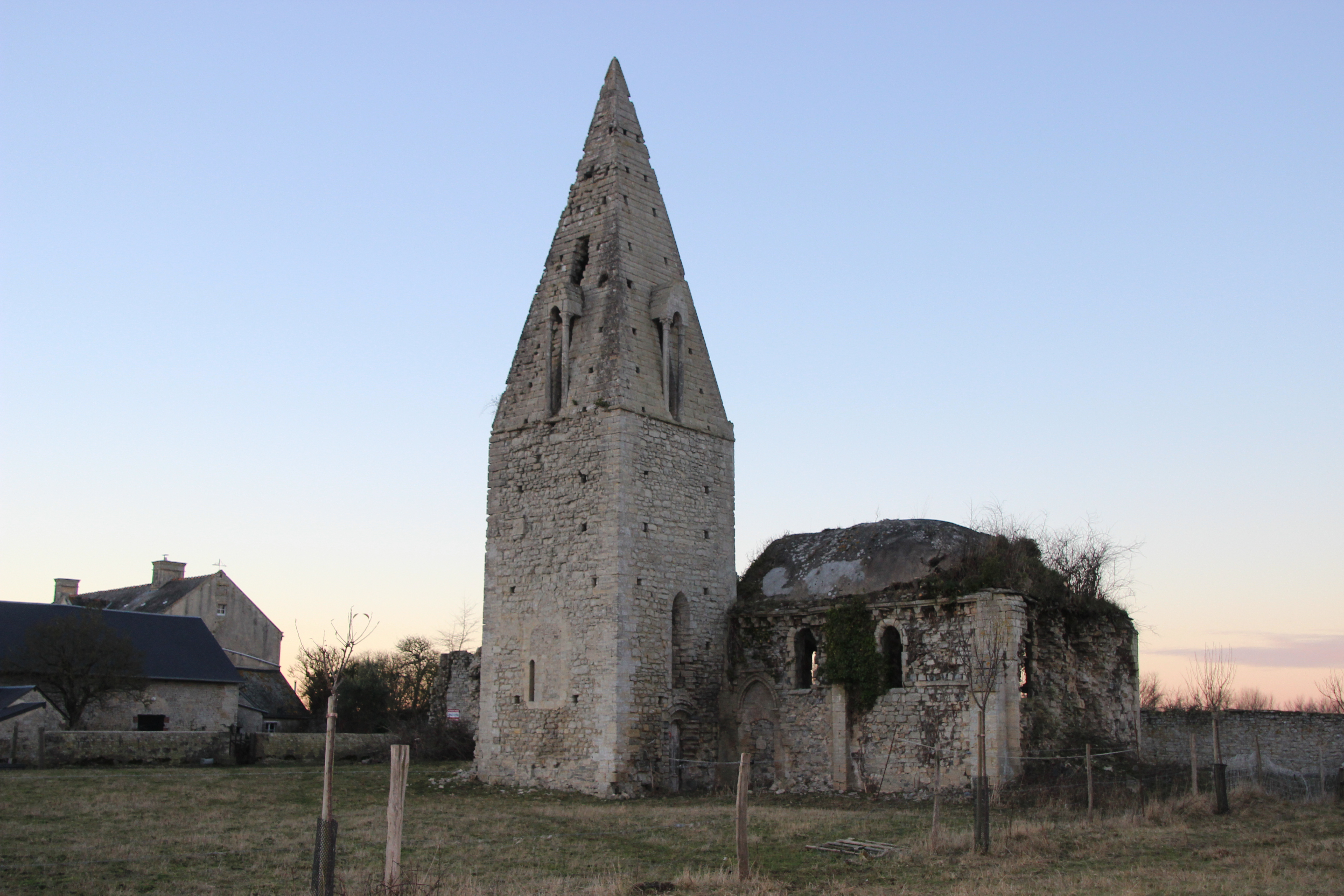
Vue générale.
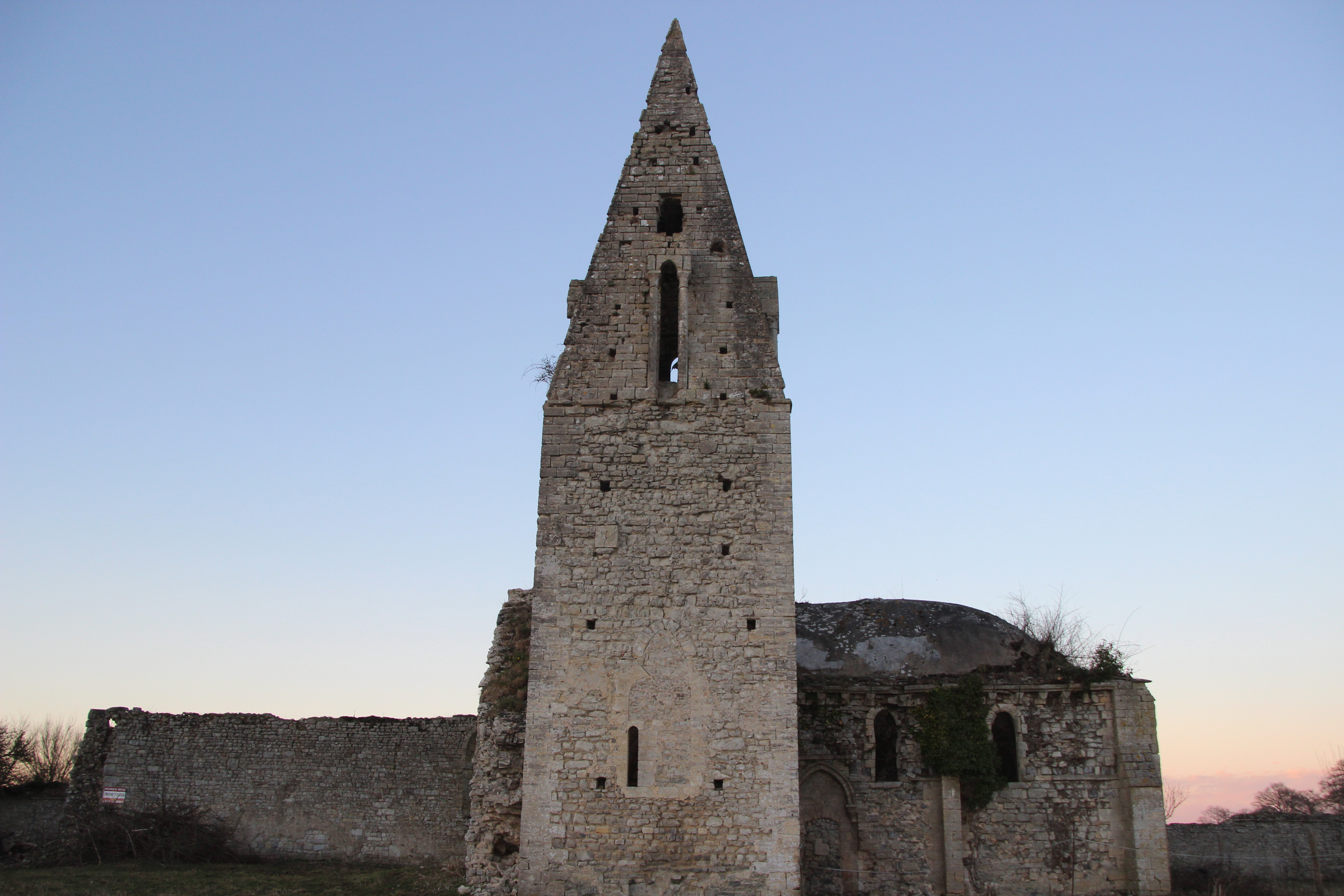
Autre vue générale.